# Grandvillard
Grandvillard (Freiburger Patois Le Granvelâⓘ) ist eine politische Gemeinde im Greyerzbezirk des Kantons Freiburg in der Schweiz. Die früheren deutschen Namen Langwiler und Grosswiler werden heute nicht mehr verwendet.

## Geographie
Grandvillard liegt auf 762 m ü. M., 8 km südsüdöstlich des Bezirkshauptortes Bulle (Luftlinie). Das Haufendorf erstreckt sich auf dem Schwemmkegel der Tâna (oder Taouna) am östlichen Rand der breiten Talniederung der Saane (französisch: Sarine) in der Haute-Gruyère, in den Freiburger Alpen östlich des Moléson.
Die Fläche des 24,2 km² grossen Gemeindegebiets umfasst einen Abschnitt der Haute-Gruyère. Die Saane bildet die westliche Grenze. Von hier erstreckt sich der Gemeindeboden ostwärts über die bis zu 1,5 km breite flache Talebene, aus welcher südlich von Grandvillard die Hügel von Les Cressets aufragen. Der östliche Teil des Gebiets umfasst das Einzugsgebiet des Bergbaches La Taouna (mit einem Wasserfall in der Schlucht östlich des Dorfes) und seines rechten Zuflusses Ruisseau du Marais. Dieses abgelegene und stark gekammerte Gebiet gehört zu den Landschaften von nationaler Bedeutung. Es ist durch mehrere harte Kalkgesteinsschichten und dazwischenliegende leichter erodierbare Ton- und Mergelschichten in eine Hauptkette (Grenze zum Kanton Waadt) und drei weitere parallel verlaufende Nebenketten gegliedert, die durch die Quellbäche der Tâna unterbrochen sind. Die Grenze verläuft im Süden über die Höhen von Les Millets (1886 m ü. M.), Pra de Cray (2197 m ü. M.) und Vanil Carré (2195 m ü. M.), im Osten über Pointe de Paray (2375 m ü. M.), Vanil de l'Ecri (2376 m ü. M.) und Vanil Noir (2389 m ü. M.), im Nordosten über Le Van (1965 m ü. M.). Von der Gemeindefläche entfielen 1997 3 % auf Siedlungen, 27 % auf Wald und Gehölze, 47 % auf Landwirtschaft, und rund 23 % war unproduktives Land.
Zu Grandvillard gehören zahlreiche Einzelhöfe und Alphütten. Nachbargemeinden von Grandvillard sind Haut-Intyamon, Bas-Intyamon und Val-de-Charmey im Kanton Freiburg sowie Château-d’Oex im Kanton Waadt.

## Bevölkerung
Mit 858 Einwohnern (Stand 31. Dezember 2023) gehört Grandvillard zu den kleineren Gemeinden des Kantons Freiburg. Von den Bewohnern sind 96,2 % französischsprachig, 2,0 % deutschsprachig und 1,0 % portugiesischsprachig (Stand 2000). Die Bevölkerungszahl von Grandvillard belief sich 1850 auf 419 Einwohner, 1900 auf 566 Einwohner. Im Verlauf des 20. Jahrhunderts pendelte die Einwohnerzahl zwischen 480 und 560 Personen. Seit 1980 (506 Einwohner) wurde eine deutliche Bevölkerungszunahme verzeichnet.

## Wirtschaft
Grandvillard war bis in die zweite Hälfte des 20. Jahrhunderts ein vorwiegend durch die Landwirtschaft geprägtes Dorf. Daneben gab es seit dem Spätmittelalter Mühlen, Sägereien und Gerbereien. Noch heute haben die Viehzucht und Milchwirtschaft (für die Herstellung von Greyerzer Käse) sowie in geringerem Mass der Ackerbau eine wichtige Bedeutung in der Erwerbsstruktur der Bevölkerung. Weitere Arbeitsplätze sind im lokalen Kleingewerbe (darunter vor allem Holzverarbeitung) und im Dienstleistungssektor vorhanden. In der Talebene der Saane werden Kiesgruben ausgebeutet. Grandvillard ist Standort einer Militärunterkunft. In den letzten Jahrzehnten hat sich das Dorf auch zu einer Wohngemeinde entwickelt. Viele Erwerbstätige sind deshalb Wegpendler, die in der Region Bulle arbeiten.

## Verkehr
Die Gemeinde ist verkehrstechnisch recht gut erschlossen, obwohl sie abseits der grösseren Durchgangsstrassen liegt. Von der Hauptstrasse von Bulle nach Château-d’Oex ist Grandvillard über eine kurze Stichstrasse zu erreichen. Durch eine Buslinie der Transports publics Fribourgeois, die von Bulle nach Grandvillard verkehrt, ist das Dorf an das Netz des öffentlichen Verkehrs angebunden. Auf der westlichen Talseite der Saane bei Villars-sous-Mont befindet sich die Haltestelle (1,5 km vom Ortskern entfernt) an der Bahnlinie von Bulle nach Montbovon, die am 23. Juli 1903 in Betrieb genommen wurde.

## Geschichte

Historisches Luftbild von Werner Friedli von 1964

Das Gemeindegebiet von Grandvillard war schon sehr früh besiedelt, was durch Tumuli aus der Hallstattzeit und Spuren aus der Römerzeit und dem Frühmittelalter belegt wird. Die erste urkundliche Erwähnung des Ortes erfolgte 1228 unter dem Namen Vilar. Später erschienen die Bezeichnungen Vilar retro Grueriam (1390), Villar (1399) und Communitas Magni Villarii retro Grueriam (1497). Der Ortsname setzt sich aus dem spätlateinischen Wort villare (Dorf, Weiler) und dem französischen Wort grand (gross) zusammen.
Seit dem Mittelalter gehörte Grandvillard zur Herrschaft Montsalvens, die eine Kastlanei der Grafschaft Greyerz bildete. Vom 12. bis zum 14. Jahrhundert ist auch eine Adelsfamilie von Vilar bezeugt. Im Jahr 1462 erhielten die Bewohner von Jean de Montsalvens das Recht, ihren Gemeindeammann selbst zu wählen.
Nachdem der letzte Graf von Greyerz Konkurs gemacht hatte, wurde Grandvillard in die freiburgische Vogtei Greyerz eingegliedert. Nach dem Zusammenbruch des Ancien Régime (1798) gehörte das Dorf zunächst zur Präfektur und ab 1848 zum Bezirk Greyerz.
Im Rahmen der seit 2000 vom Kanton Freiburg geförderten Gemeindefusionen sollte Grandvillard zusammen mit Enney, Estavannens und Villars-sous-Mont zur neuen Gemeinde Bas-Intyamon fusionieren. Da sich die Dorfbevölkerung aber gegen eine Fusion aussprach, blieb Grandvillard eine politisch selbständige Gemeinde.
Seit 2012 gehört die Gemeinde zum Parc naturel régional Gruyère Pays-d’Enhaut.

## Sehenswürdigkeiten
Die Pfarrkirche Saint-Jacques wurde 1935–37 an der Stelle eines Vorgängerbaus aus dem 16. Jahrhundert erbaut; sie besitzt eine wertvolle Marienstatue mit Kind aus dem 14. Jahrhundert. Grandvillard hat sein malerisches Ortsbild mit zahlreichen Bauernhäusern (zumeist aus dem 17. Jahrhundert) im Greyerzer Stil bewahrt. Die Maison du Banneret (Haus des Venners) stammt von 1666 und die Maison Lucien Raboud von 1641. Auf einem Hügel nahe der Saane steht die Kapelle La Daoulaz, die 1701 an der Stelle einer romanischen Kapelle errichtet wurde.

## Impressionen

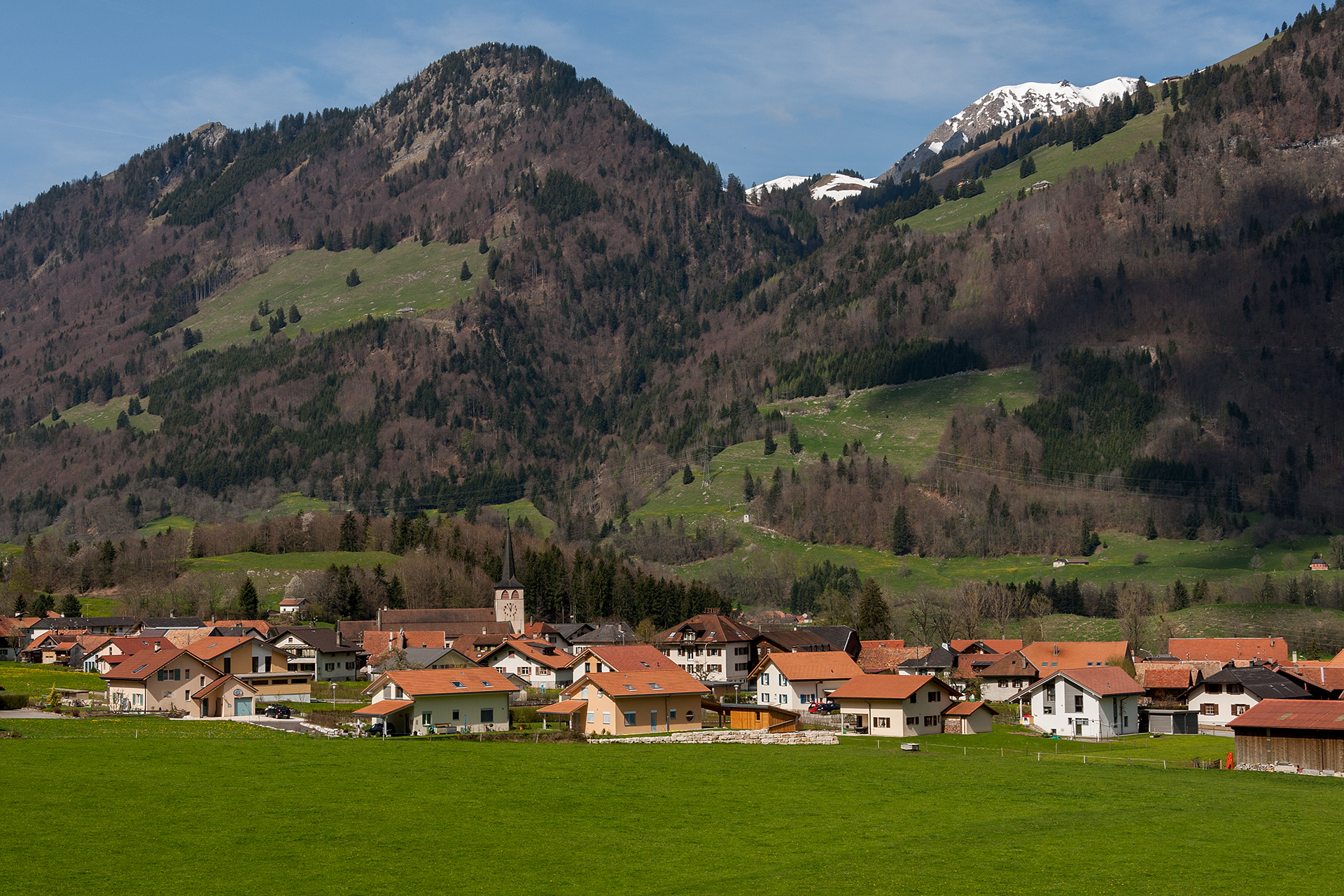
Grandvillard
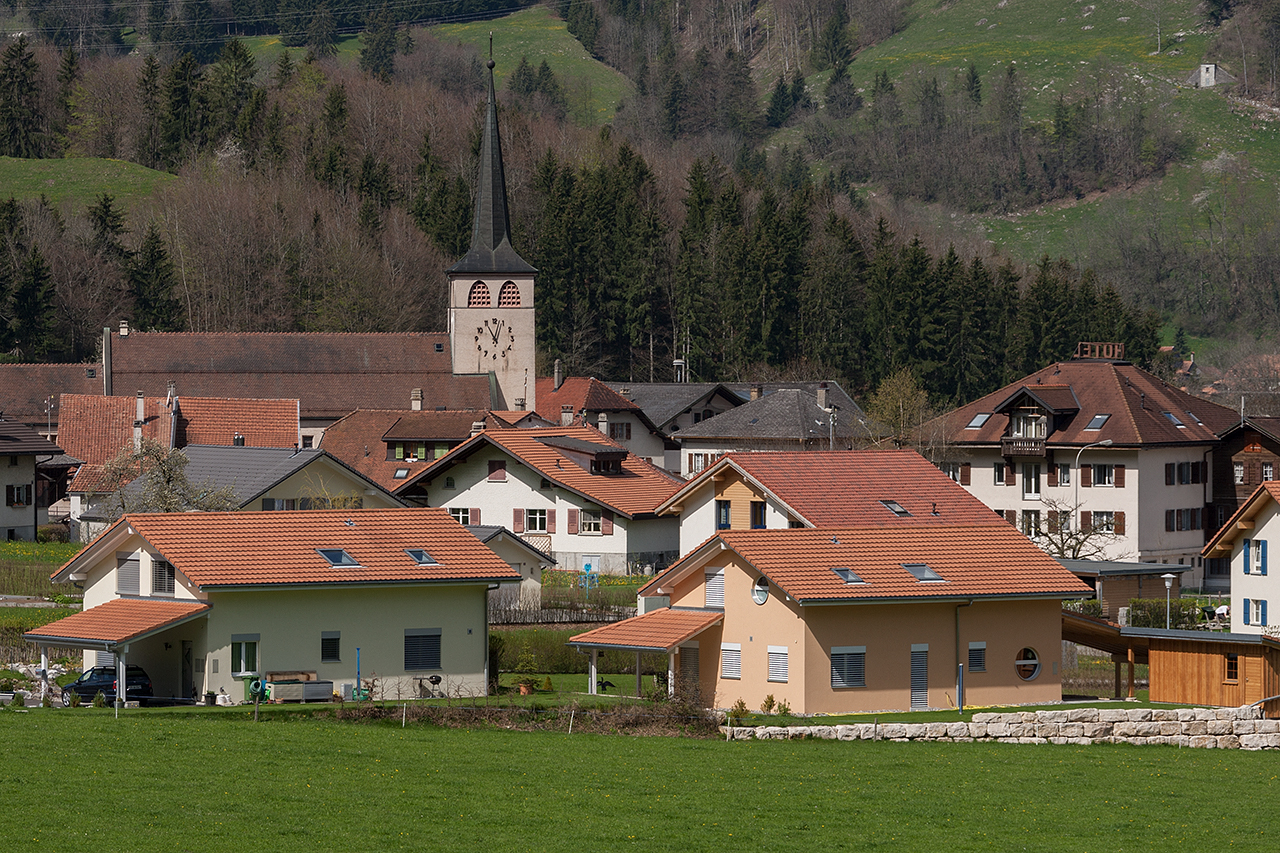
Dorfkern
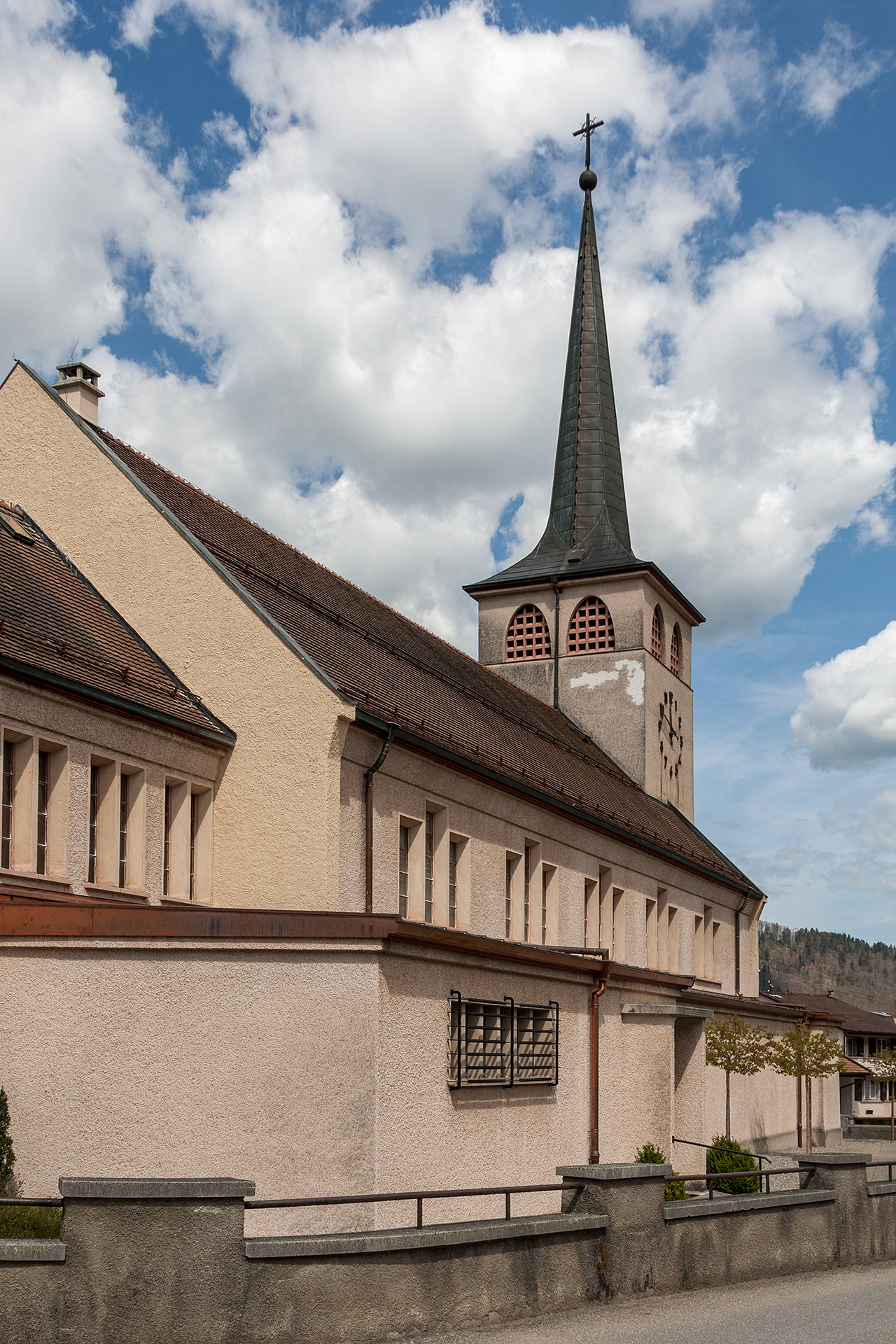
Kirche
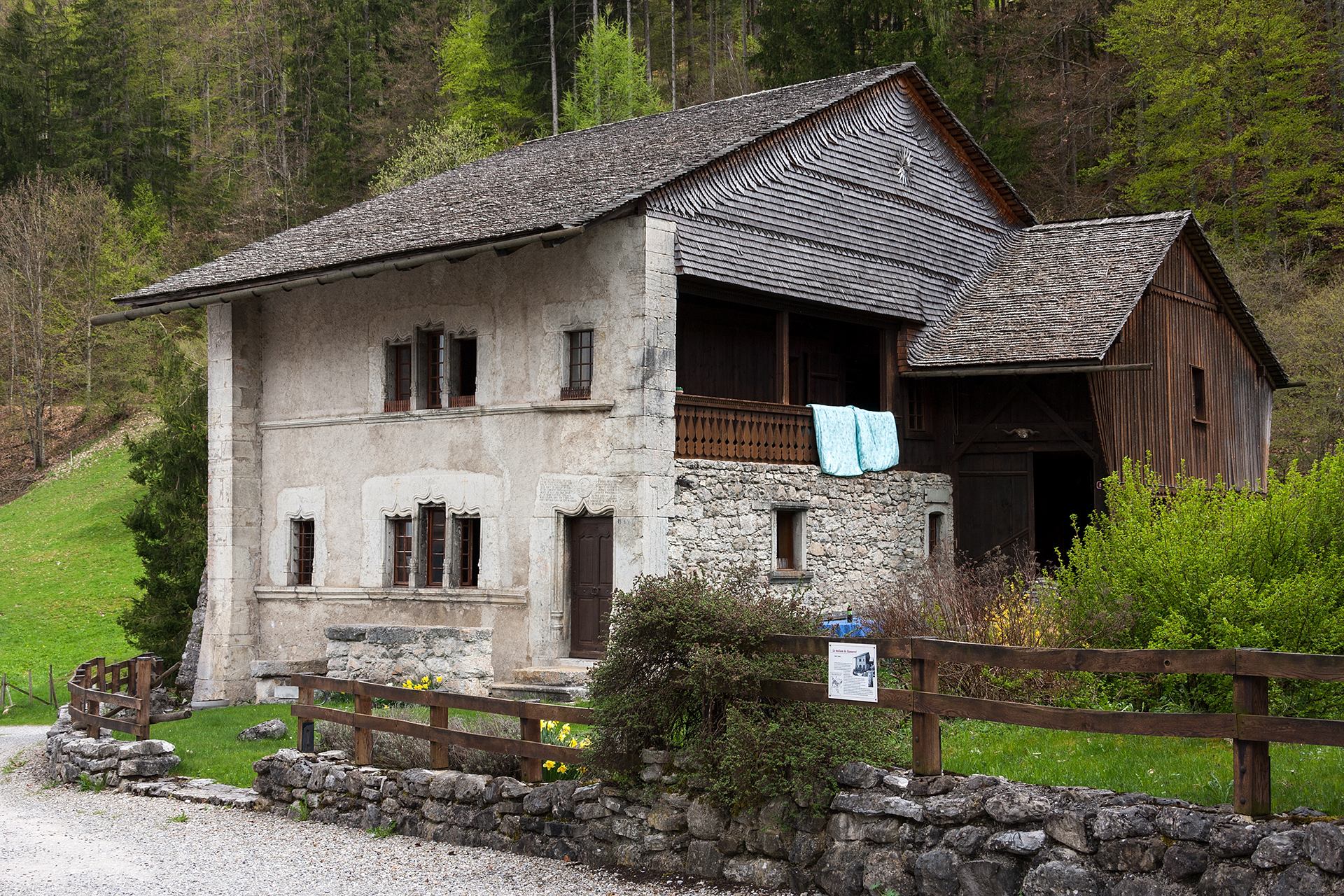
Maison du Banneret
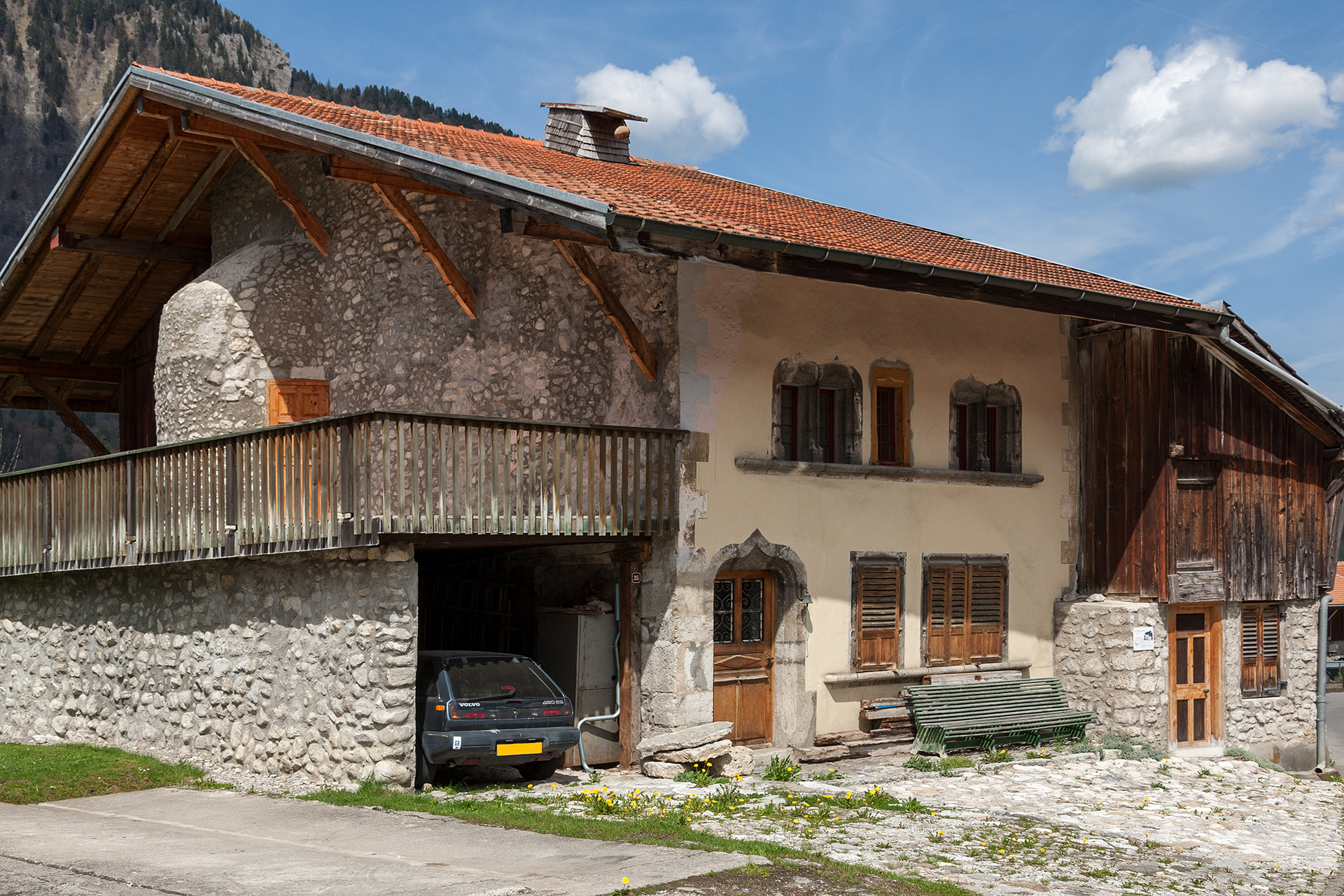
Maison des Comtes
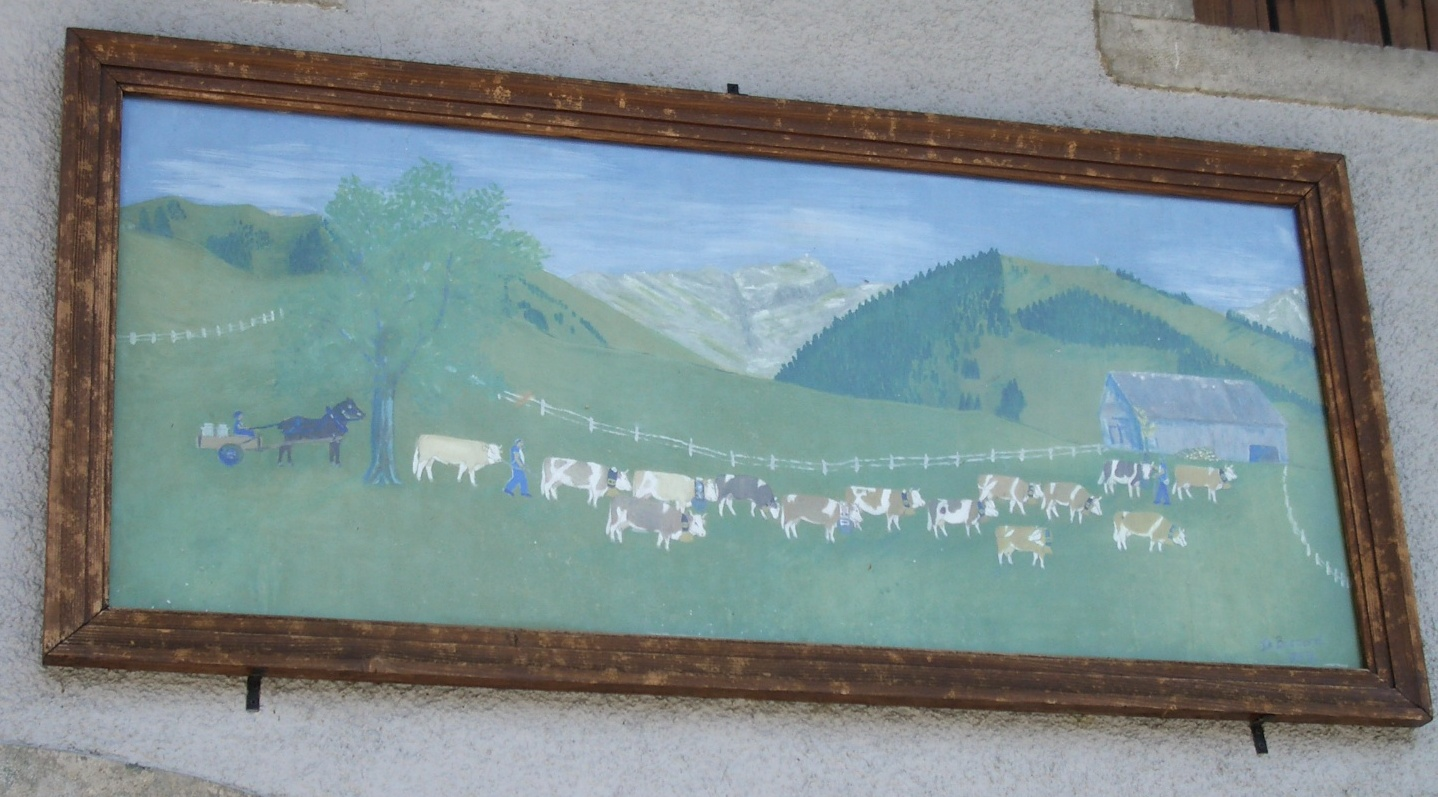
Poya
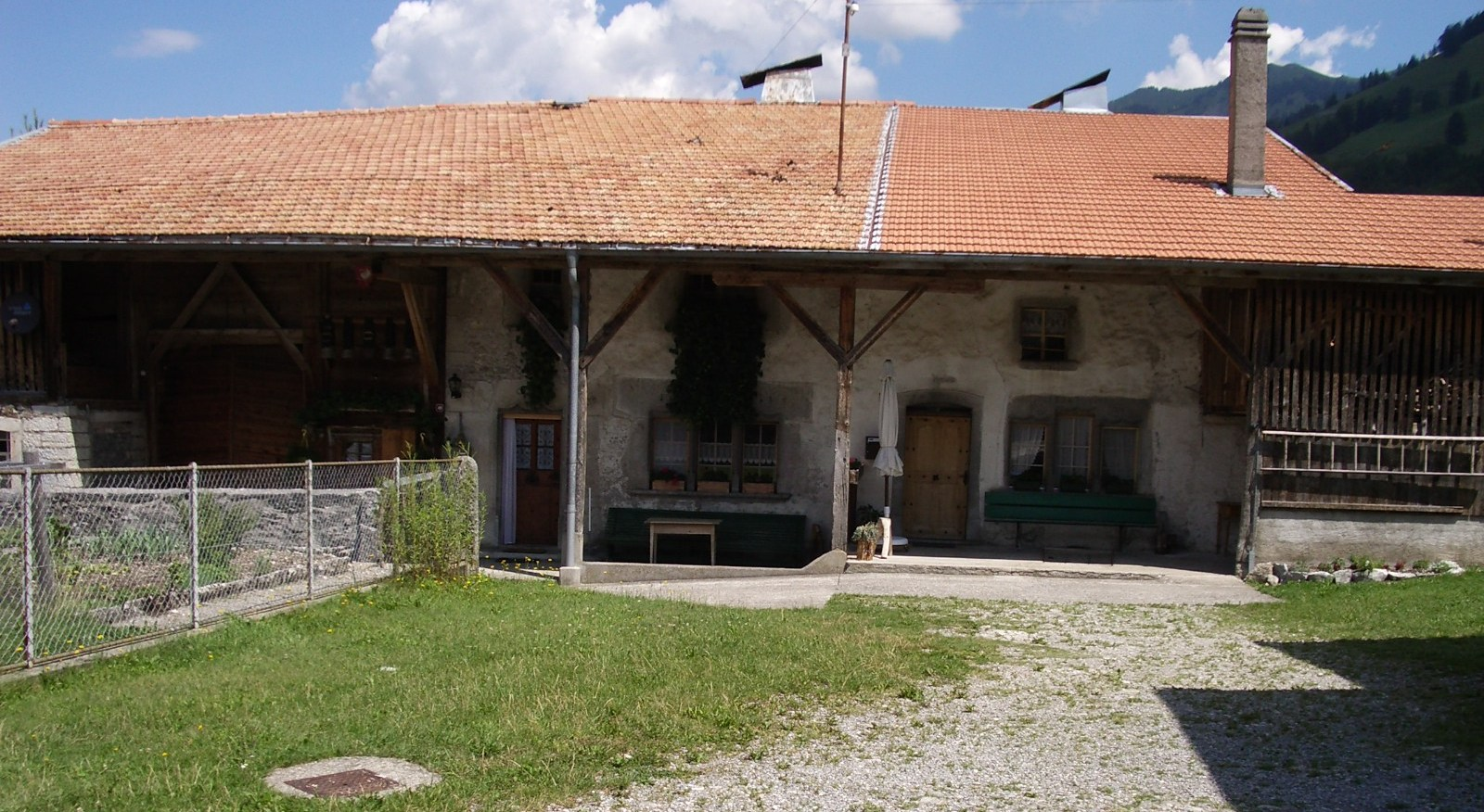
Altes Bauernhaus von 1636
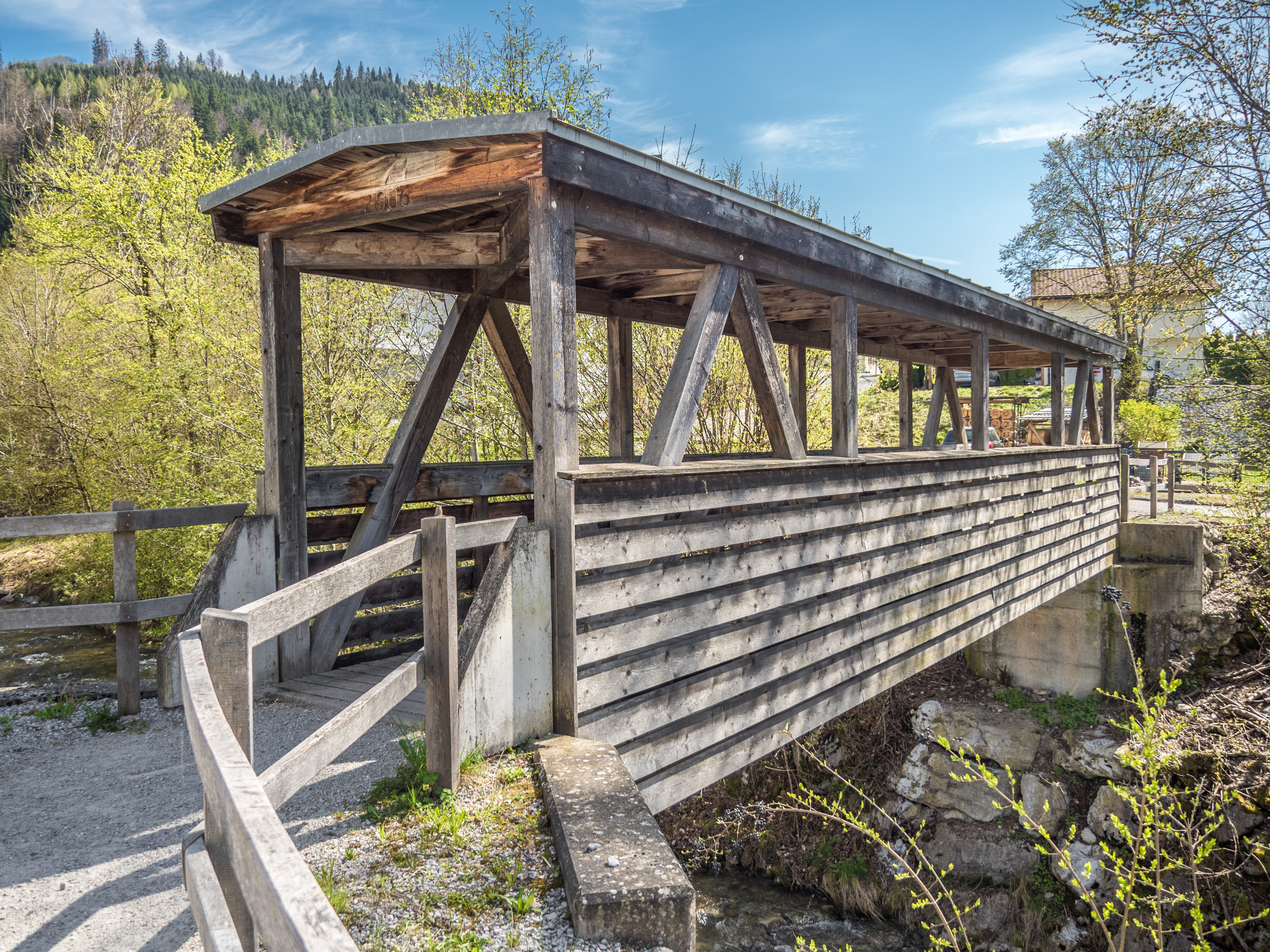
Gedeckte Holzbrücke von 2006 über die Taouna